# アンジェル (ベルギーの歌手)

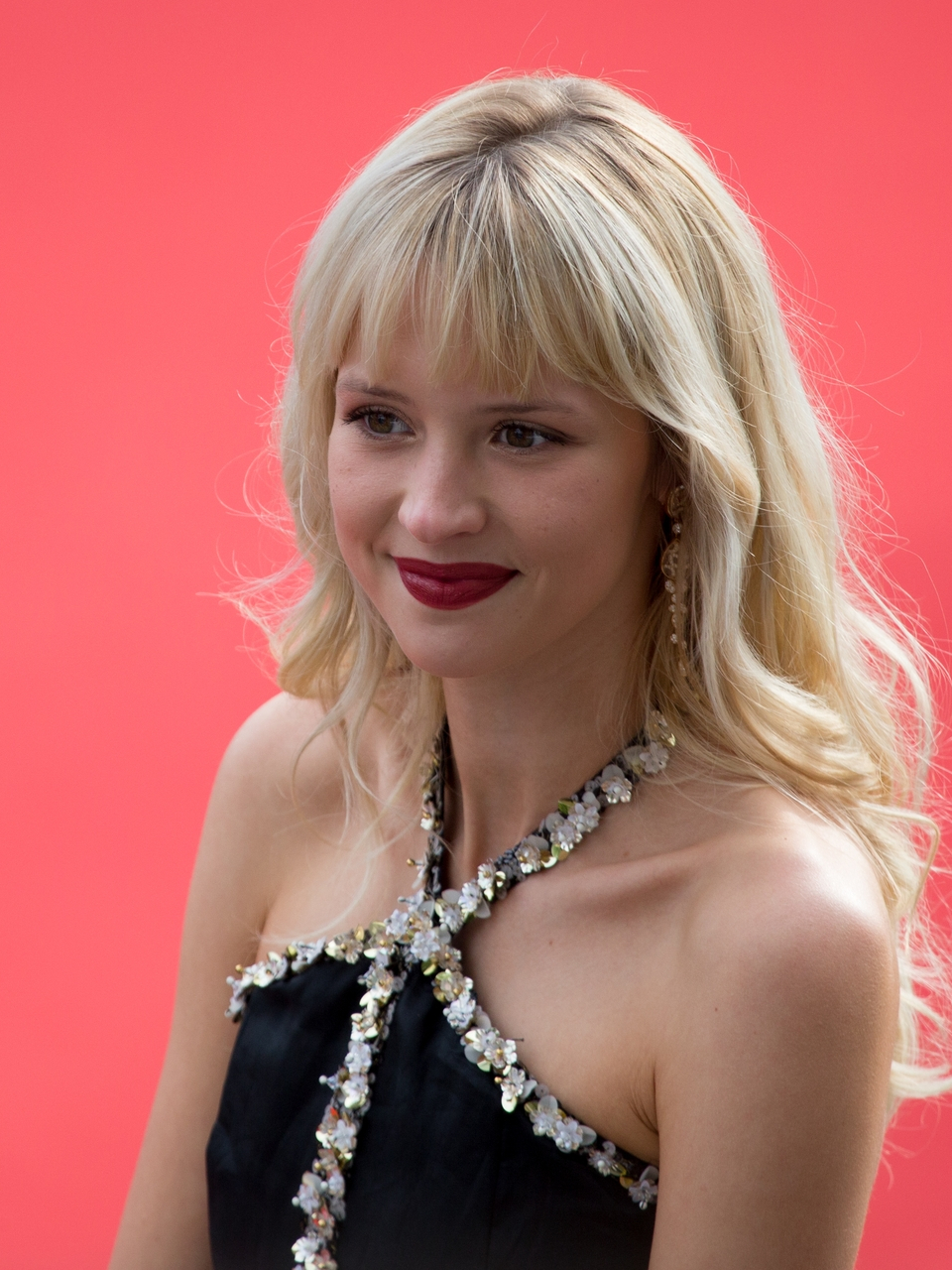
2019年、第72回カンヌ国際映画祭にて

アンジェル（Angèle、出生名: アンジェル・ヴァン・ラーケン（Angèle Van Laeken）、 1995年12月3日 - ）は、ベルギーのシンガーソングライター、ミュージシャン、ピアニスト、プロデューサー、女優。2018年、デビュー・アルバム『Brol』がヒットし、母国ベルギーとフランスで高い人気を得た。実兄はベルギー人ラッパーのロメオ・エルビス。

## 来歴
1995年12月3日、歌手の父マルカと女優の母ローレンス・ビボーの間に、ベルギーのブリュッセル首都地域のイクルにて生まれた。彼女の父親は幼い頃から彼女にピアノを学ぶように勧め、それが彼女の音楽的キャリアに影響を与えた。
ドクロリ・スクールに通う前には、厳格なカトリック学校である高校で困難な思春期を過ごした。しかし、この高校への進学は彼女の音楽スキルの向上に役立った。その後、彼女は父親のバンドに参加する前に、ジャズ教育のためにアントワープのジャズ・スタジオに入学した。

### 2018年–現在：デビュー・アルバム『Brol』
音楽キャリアを開始後、オランダのシンガーソングライターであるディック・アネガルン (Dick Annegarn)の「Bruxelles」のカバーと、歌とコメディをミックスしたInstagramのビデオで最初に注目された。
2017年、彼女は音楽デュオのイベイーや、ベルギー人ラッパー、ダムソのサポートアクトを務め、ダムソのアルバム『Lithopédion』にも参加した。
2017年後半に最初のシングル「La Loi de Murphy」(マーフィーの法則)がリリースされ、2018年初頭にセカンド・シングル「Je veux tes yeux」がリリースされた。2作のミュージック・ビデオがYouTubeで一気に数百万再生を突破し、注目を浴びる。
2018年5月、フランス人ラッパーの大御所MCソラーの「Victime de la mode」のカバーをきっかけに、MCソラーを伴いトリアノンにおいて初のパリでのコンサートを行った。その後、彼女は、Les Ardentes、Dour Festival、Garorock、ロック・ウェルフテルなど、ベルギー、フランス、スイスで開催されたいくつかの夏のフェスティバルに出演、その後は3枚目のシングル「La Thune」をリリースした。
2018年8月、ファースト・アルバム『Brol』の収録曲を発表し、アルバムは2018年10月5日にリリースされた。兄のロメオ・エルビスとのシングルと同じ日の発売となった本作はベルギーで首位、フランスでは3位にチャートインするヒットを記録した。それによりアンジェルはさまざまなフランスのテレビ番組に出演、兄と競演したシングル「Tout oublier」は話題になり、ベルギーのウルトラトップチャートの1位で9週続けて獲得した。ベルギーのアーティストとして「キング・オブ・ポップ」と評されるストロマエの8週首位曲「Alors on danse」が保持していた最多首位記録を破った。
2019年、シングル「Balance ton quoi」を通じ、フランスの＃MeToo運動に関連するフェミニズム活動への支援を表明した。この曲は男性への嘲笑ではなく、より受け入れやすい社会に住むようにすべての人を教育することを求める内容となっている。同曲はベルギーで首位、フランスで2位を獲得するなど大きな反響を得たことで、アンジェルはフランスとベルギーといったフランス語圏で最も人気のあるアーティストの1人として認知されるようになった。ミュージックビデオには俳優のピエール・ニネが出演している。
アルバム『Brol』は、フランスで開催された「Victoires de la Musique 2019」で「Album Révélation of the Year」を受賞した。
2019年11月8日にデビュー・アルバム『Brol』のリイシュー版となる『Brol La Suite』（新曲7曲を追加）がリリースされた。
2020年4月、レディー・ガガが主催するCOVID-19によるパンデミックの最前線の医療従事者とWHOをサポートするグローバル放送であった『One World：Together At Home』に出演した。
2020年10月、デュア・リパとの競演曲「Fever」に参加、初めての英語圏の人間へ向けた曲となった。ミュージックビデオは1週間後の2020年11月6日にYouTubeでリリースされた。ビデオのリリース前に、リパはソーシャルメディアで、アンジェルが2020年11月27日に彼女のライブストリームコンサート「スタジオ2054」に特別ゲストとしての出演を発表していた。
2021年、レオス・カラックス監督の『アネット』で映画デビューを果たした。また、Netflixでのセルフタイトルのドキュメンタリーにも出演した。
2021年12月、セカンド・アルバム『Nonante-Cinq』をリリース、ベルギーで首位、フランスで2位を獲得した。シングル「Bruxelles je t'aime」やベルギー人ラッパー、ダムソとのコラボ曲「Démons」を収録している。

## 音楽性
影響を受けたのはエラ・フィッツジェラルドとフランス系歌手のエレーヌ・セガラ (Helene Segara)である。フランスの歌から電子音楽やラップまで、多くの音楽ジャンルに触発されており、 特に兄のロメオ・エルビスと、ラッパーのキャバレロ・アンド・ジーンジャス (Caballero & JeanJass)を通じてラップの影響を受けたとしている。

## 私生活
2017年から2019年まで、彼女はフランスのダンサー兼振付家のリオ・ウォーク (Léo Walk)と交際していたが破局した。シングル「Perdus」は二人の関係を歌っているとされる。2020年8月、アンジェルはインスタグラムで彼女がフランスの女性コメディアン、マリー・パピヨン (Marie Papillon)と交際していると発表したが、彼らは翌年に別れた。
2021年、自身のNetflixドキュメンタリーにて、自身についてのバイセクシュアルであることを公言した。

## ディスコグラフィ

### アルバム
| タイトル     | 詳細                                                                                                   | 最高位   | 最高位   | 最高位 | 最高位 | 売上             | 認定                                  |
| タイトル     | 詳細                                                                                                   | BEL (Wa) | BEL (Fl) | FRA    | SWI    | 売上             | 認定                                  |
| ------------ | --- | -------- | -------- | ------ | ------ | ---------------- | ------------------------------------- |
| Brol         | - Released: 5 October 2018 - Label: Angèle VL Records - Format: CD, vinyl, digital download, streaming | 1        | 1        | 1      | 7      | - FRA: 1,000,000 | - BEA: 5× Platinum - SNEP: 2× Diamond |
| Nonante-Cinq | - Released: 3 December 2021 - Label: Angèle VL Records - Format: Digital download, streaming           | 1        | 3        | 2      | 6      |                  |                                       |

その他のリリース
- Brol la suite (2019年) (Peak:SNEP #37) [27]

## 出演

### CM
- シャネル CHANCE 「A SPLENDID STORY OF CHANCE」（2025年）[28]